# Valentina (fumetto)
Valentina è un personaggio immaginario protagonista dell'omonima serie a fumetti, creata da Guido Crepax nel 1965. La serie ha un taglio cinematografico, spesso onirico, ed è ricco di citazioni che spaziano dalla storia, all'arte, al fumetto stesso. Nelle trame, reale e immaginario spesso si fondono o si confondono senza una chiara distinzione.
Il personaggio è stato impiegato anche in ambito pubblicitario. Nel 1973 divenne protagonista di un lungometraggio cinematografico e nel 1989 di una serie televisiva.

## Storia editoriale
Il personaggio esordì nel 1965 sulla rivista linus, inizialmente destinata al ruolo di personaggio secondario, nella terza puntata della serie a fumetti fantascientifica La curva di Lesmo, incentrata sul personaggio di Neutron, del quale Valentina è la fidanzata ma presto diviene la protagonista della serie.
La serie è stata pubblicata anche in Giappone sulla rivista Woo durante gli anni settanta e in Argentina, dove le storie di Valentina (rinominata Neutron) sono apparse su LD-Literatura Dibujada sin dal primo numero del novembre 1968.

## Biografia del personaggio
Valentina Rosselli è una fotografa con problemi realistici (in particolare l'anoressia: nella sua adolescenza appare patologicamente magra), che si mescolano a incubi e deliri immaginari e folli (psicoanalisi, mostri, sogni e allucinazioni). È spesso raffigurata nuda, a volte sensuale, quasi sempre in contesti feticisti.
Donna spregiudicata e curiosa, vive avventure nel suo mondo onirico con Philip, il suo fidanzato, un compagno discreto e comprensivo. È uno dei pochi personaggi della storia del fumetto italiano di cui si conosce tutto, compresa la sua carta d'identità: è nata il giorno di Natale del 1942 (come Luisa Mandelli, la moglie di Crepax: anche la residenza è la stessa, un appartamento in via De Amicis a Milano) e cresce e invecchia come una persona reale. I tratti fisici del personaggio sono ispirati all'attrice statunitense Louise Brooks che negli anni venti conquistò il mondo cinematografico atteggiandosi a donna fatale nell'interpretazione del personaggio di Lulù, benché anche Luisa Mandelli abbia posato come modella per il personaggio. In un episodio dedicato alla sua infanzia, Valentina rivela che ha assunto il look di Lulù alla fine della sua adolescenza, ispirandosi a un film con la Brooks, Il vaso di Pandora (lungometraggio muto del 1928 di Pabst).

## Elenco degli episodi

### Serie principale
- 1965 - La curva di Lesmo
- 1966 - Ciao, Valentina!
- 1966 - I Sotterranei
- 1966 - La forza di gravità
- 1966 - La discesa
- 1967 - Valentina perduta nel paese dei sovieti
- 1968 - Valentina con gli stivali
- 1969 - La Marianna la va in campagna
- 1969 - Un poco Loco
- 1970 - Il bambino di Valentina
- 1971 - Baba Yaga
- 1971 - Barbablù
- 1972 - Annette
- 1972 - Il piccolo re
- 1973 - Pietro Giacomo Rogeri
- 1973 - Caduta angeli
- 1974 - Viva Trotskij!
- 1974 - Riflesso
- 1975 - Moscacieca
- 1975 - Valentina nel metrò
- 1975 - Valentina assassina?
- 1976 - Subconscious Valentina
- 1976 - Valentina pirata
- 1976 - Lanterna magica
- 1977 - Rembrandt e le streghe
- 1977 - Anthropology
- 1980 - Nostalgia
- 1980 - Alfabeto muto
- 1981 - Storia di una storia
- 1981 - Made in Germany
- 1982 - Frau Rosselli und Fräulein Lang
- 1982 - Andante
- 1982/85 - Nessuno
- 1985 - Effi come Darwin
- 1985 - Lontano da Berlino
- 1988 - La gazza ladra
- 1989 - Osservazione acuta
- 1991 - Sindrome di Moore
- 1991 - Il falso Kandinsky
- 1992 - Time Out
- 1993 - 7º piano, scala a destra
- 1994 - Valentina movie
- 1994 - Chi ama chi?
- 1995 - Due fiori
- 1995 - La spia

### Prequel, riepiloghi e altre storie minori
- 1967/74 - Funny Valentine
- 1968 - Bonnie & Clyde
- 1968 - L'intrepida Valentina di carta
- 1970 - Il manoscritto trovato in una carrozzella
- 1971 - Valentina intrepida
- 1972 - U
- 1975 - Vita privata
- 1980 - Le Zattere
- 1982 - Schwarzer Helm (Sogno)
- 1985 - La montagna incantata
- 1988 - Il sogno della moda
- 1989 - Il cielo sopra Milano
- 1989 - L'amico conosciuto
- 1993 - Valentinská
- 1993 - Valentina legge
- 1995 - Alla ricerca dei vestiti perduti di Krizia
- 1995 - Valentina guarda
- 2000 - Sognare, forse

### Storie inedite
- 1987 - Il vampiro
- 1998 - Il re e la regina
- 1998 - Storie incrociate (sogni a occhi aperti di Valentina)

## Altri media
Cinema
- Baba Yaga (1973): lungometraggio scritto e diretto da Corrado Farina e con Isabelle de Funès nel ruolo di Valentina. Il film è stato contestato dallo stesso regista per i tagli inferti dalla produzione a sua insaputa. Fortunatamente, l'edizione in DVD, pubblicata in occasione del quarantennale, recupera gran parte del materiale oggetto di tagli.[13]

Televisione
- Valentina (1989): serie televisiva di 13 episodi da 25 minuti ciascuno prodotti tra il 1989 e il 1990 da Mediaset con Demetra Hampton nel ruolo di Valentina; regia di Gianfranco Giagni e Giandomenico Curi.[14]

## Impatto culturale
- Hugo Pratt in Favola di Venezia (1977) si ispira a Valentina (a e Louise Brooks) per il personaggio di Louise Brookszowyc[15]. Reciprocamente Crepax ha inserito Corto Maltese nella storia di Valentina Anthropology, pubblicata nello stesso anno.
- Anna Tatangelo nel videoclip dei singolo Inafferrabile simula di essere Valentina ed è chiaro il riferimento alla storia di quest'ultima.
- Il personaggio di Valentina, assieme al suo autore Guido Crepax, vengono citati nella traccia "Vibe" del rapper Guè nel suo ultimo album Tropico del Capricorno uscito il 10 gennaio 2025.